# Daniel Obajtek

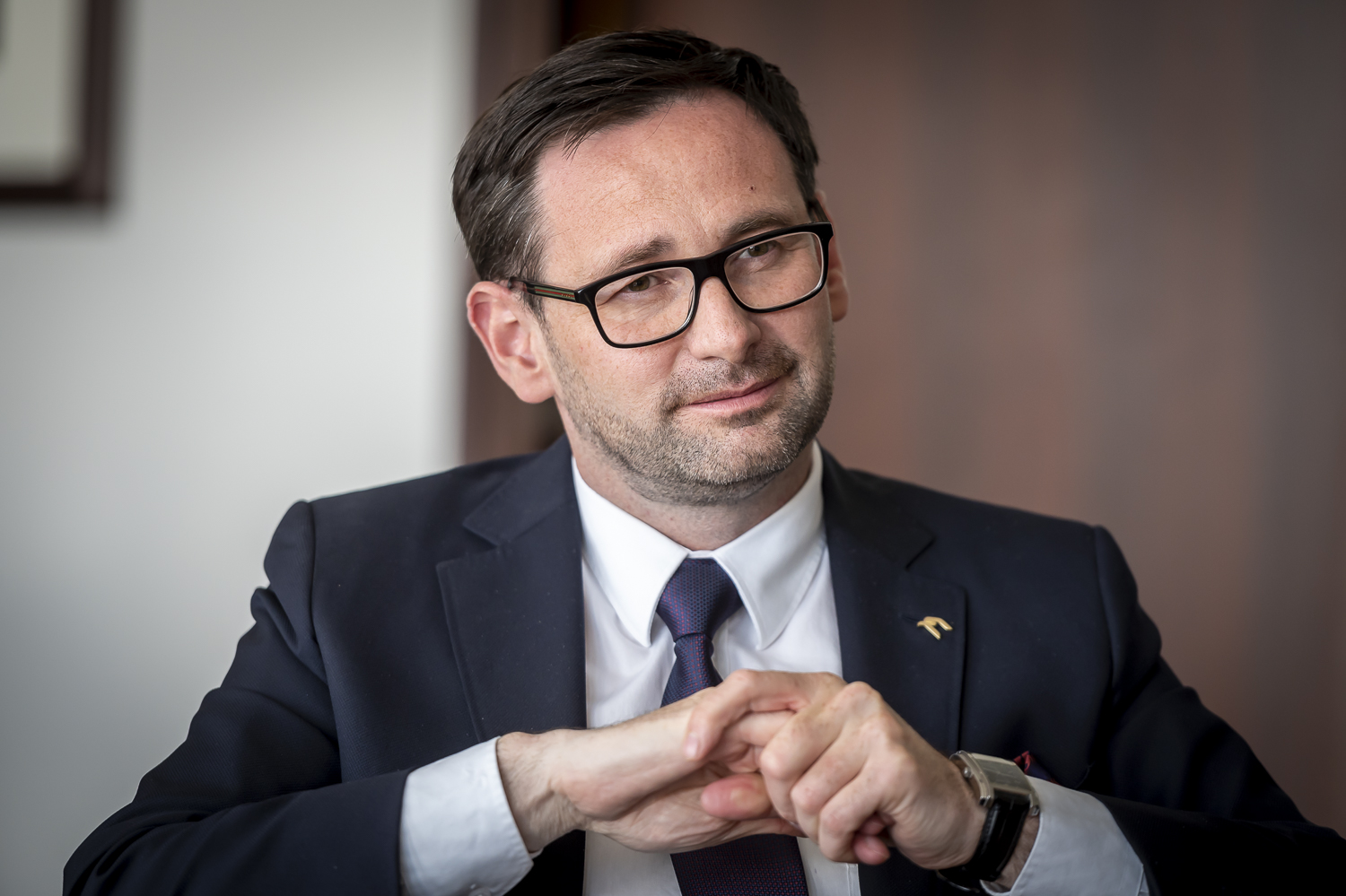
Daniel Obajtek (2020)

Daniel Obajtek (* 2. Januar 1976 in Myślenice) ist ein polnischer Manager. Von Februar 2018 bis Februar 2024 war er Vorstandsvorsitzender des Mineralölunternehmens PKN Orlen. Im Juni 2024 wurde er als Kandidat der nationalpopulistischen Partei PiS ins Europäische Parlament gewählt. Er galt als politischer Zögling des PiS-Vorsitzenden Jarosław Kaczyński.

## Werdegang
Obajtek absolvierte 1995 ein landwirtschaftliches Technikum und arbeitete anschließend als Maschinist im Betrieb zweier Onkel, der Elektrobedarf produziert. 2002 bis 2006 war er Gemeinderat, 2006 bis 2015 Bürgermeister der Landgemeinde Pcim. 2014 beendete er ein Ingenieurstudium an einer privaten Hochschule in Radom im Bereich Umweltschutz mit Spezialisierungen in den Feldern Arbeitsschutz und Gefahrenabwehr, 2019 ein polnischsprachiges MBA-Programm bei einem Danziger Bildungsanbieter für Führungskräfte. Von 2016 bis 2017 war er Präsident der staatlichen Agentur für Umstrukturierung und Modernisierung der Landwirtschaft (ARiMR). Medien und Experten kritisierten, dass er weder über eine entsprechende Ausbildung noch über Erfahrungen verfüge, die ihn für den Posten qualifizieren. Er verfügte die Entlassung von 479 Mitarbeitern. Allerdings befanden Arbeitsgerichte in 99 Fällen (bei 145 Klagen), dass diese Entlassungen nicht rechtmäßig waren. Mit einem Vergleich endeten sechs Verfahren. Den Betroffenen wurden Lohnnachzahlungen und Entschädigungen in Gesamthöhe von 6,5 Millionen Zloty (rund 1,4 Millionen Euro) zugesprochen.
Von Juli 2016 bis Februar 2018 war Obajtek Mitglied des Aufsichtsrats von Lotos Biopaliwa, einer Tochter der Lotos-Gruppe. Von 2017 bis 2018 führte er den Energiekonzern Energa, bis er  mit Unterstützung Jarosław Kaczyńskis und der Premierministerin Beata Szydło an die Spitze von Orlen trat, dem umsatzstärksten der vom Staat kontrollierten Konzerne. Nach dem offiziellen Geschäftsbericht von 2020 hat sich der Börsenwert Orlens in den drei Jahren mit Obajtek an der Spitze halbiert, gleichzeitig erreichten die Schulden des Konzerns einen neuen Höchststand. Im Dezember 2020 gab Obajtek bekannt, dass er als Vorstandsvorsitzender von Orlen den Aufkauf von Polska Press, der polnischen Tochter der Verlagsgruppe Passau, durchgesetzt hatte.

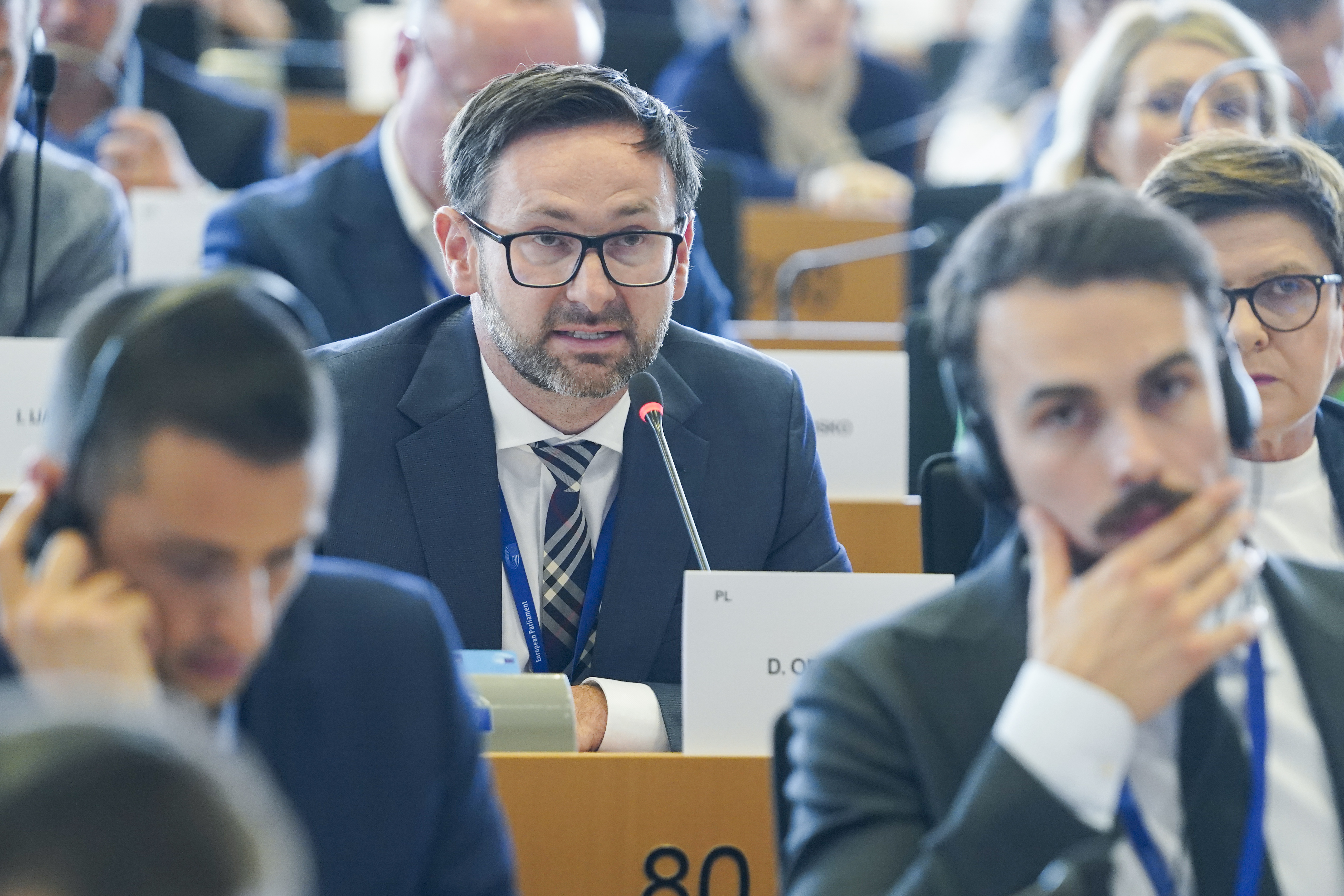
Seit 2024 ist Daniel Obajtek Mitglied des Europäischen Parlaments

Im Januar 2021 berichteten die Warschauer Medien, dass Kaczyński erwäge, Premierminister Mateusz Morawiecki zum Rücktritt zu drängen und ihn durch Obajtek zu ersetzen. Kaczyński sagte über Obajtek in einem Interview: „[...] er hat etwas, was der Herrgott gibt und schwer zu definieren ist. Diese Aura, die ihn umgibt, die ihn Leute mobilisieren lässt, sie um ein Ziel vereint.“
Im Februar 2024 wurde er auf Betreiben der im Herbst 2023 gewählten Regierung Tusk III abgelöst. Zuvor hatten Mitarbeiter der Antikorruptionsbehörde CBA Obajteks Büros durchsucht. Dennoch errang er als Kandidat der PiS bei den Europawahlen 2024 ein Mandat in Brüssel, er hatte in der Woiwodschaft Karpatenvorland kandidiert, obwohl er nicht aus der Region stammt.

## Skandale
2013 wurde Obajtek wegen des Verdachts der Korruption, der Unterschlagung und des Betrugs vom Zentrales Ermittlungsbüro der Polizei, das sich dem Kampf gegen die organisierte Kriminalität widmet, festgenommen. Ihm wurde vorgeworfen, von einer Erpresserbande 50.000 Złoty Bestechungsgeld erhalten, sich 700.000 Złoty widerrechtlich angeeignet und dem Arbeitgeber einen Schaden von 1,4 Mio. Złoty verursacht zu haben. Nach dem Regierungswechsel von 2015 übernahm die unmittelbar dem Justizminister Zbigniew Ziobro unterstehende Generalstaatsanwaltschaft das Verfahren und stellte es 2017 ein. Noch kurz zuvor hatten Lokalpolitiker seiner Heimatregion Obajtek angezeigt, weil seine Ausgaben angeblich siebenmal höher waren als seine Einnahmen.
2019 wurde bekannt, dass Obajtek sich die Renovierung einer von ihm gekauften Villa mit fast 200.000 Euro vom Kulturministerium bezuschussen ließ. In dem Haus sollten angeblich behinderte Kinder betreut werden.
Im Februar 2021 veröffentlichte die linksliberale Gazeta Wyborcza unter der Überschrift „Die Tonbänder Obajteks“ (Taśmy Obajtka) die Protokolle mehrerer Telefonate, die Obajtek in seiner Zeit als Bürgermeister von Pcim geführt hatte. Aus den Protokollen geht hervor, dass Obajtek faktisch Chef einer Firma war, die Plastikfolien produzierte, obwohl die Gemeindeordnung ein derartiges Engagement von Amtsträgern verbietet. In seiner Eigenschaft als Chef der örtlichen Verwaltung begünstigte er der Publikation zufolge diese Firma bei Ausschreibungen und schädigte gleichzeitig deren Marktkonkurrenten. Obajtek bediente sich dabei einer vulgären Sprache mit Flüchen und Schimpfwörtern. Um Obajtek zu entlasten, behauptete der von der PiS kontrollierte staatliche Sender TVP, dass Obajtek am Tourette-Syndrom leide. Die polnische Tourette-Gesellschaft erklärte daraufhin, dass das Verhalten Obajteks nicht für eine Erkrankung, sondern für „mangelhafte persönliche Umgangsformen“ spreche.
Im März 2021 wurde bekannt, dass Obajtek seit seinem Amtsantritt als Bürgermeister einer kleinen Gemeinde mindestens 15 Immobilien erworben hat, darunter Villen, Ferienhäuser und teure Stadtwohnungen. Die Medien veröffentlichten Fotos der Häuser. Einen Teil der Immobilien, deren Gesamtwert den Berichten zufolge seine offiziell deklarierten Einnahmen um ein Vielfaches übersteigen, habe er auf seine Mutter, seinen Bruder sowie weitere Verwandte überschrieben.
Die parlamentarische Opposition setzte eine Gruppe von Abgeordneten ein, die die Korruptionsvorwürfe gegen Obajtek untersuchen sollte. Staatspräsident Andrzej Duda, der in seinem Wahlkampf 2020 von Orlen indirekt unterstützt worden war, verteidigte Obajtek gegen die Vorwürfe. Nach den Worten Dudas hat Obajtek sich Verdienste mit der „guten Leitung“ von Orlen erworben.
Vor den Parlamentswahlen im Oktober 2023 senkte Orlen die Benzinpreise an den Tankstellen spürbar, was von den Medien als Wahlkampfhilfe für die PiS angesehen wurde. Energieexperten schätzten die Höhe der dadurch dem Konzern entgangenen Einnahmen auf vier Milliarden Zloty (rund 890 Millionen Euro).
Im Frühjahr 2024 wurden weitere Tonaufnahmen Obajteks von 2020/21 veröffentlicht, die durch eine Abhöraktion der Antikorruptionsbehörde CBA entstanden waren. Auf diesen griff er den damaligen Minister für Staatsbesitz Jacek Sasin verbal an, der ihn seinerzeit absetzen wollte. Ferner erweckten die Aufnahmen den Anschein, Obajtek habe sich bei der Beschaffung von Schutzmasken durch Orlen während der COVID-19-Pandemie vor allem um deren öffentliche Wirkung zu seinen Gunsten gesorgt.
Im April 2024 nahm die Antikorruptionsbehörde Ermittlungen gegen Obajtek wegen der Manipulation von Ausschreibungen für Aufträge von Orlen auf. Im Mai 2024 wurde bekannt, dass Orlen unter Obajtek mehrere Dutzend Angehörige von PiS-Politikern angestellt hat, darunter einen Sohn Jacek Kurskis, des Chefs des staatlichen Fernsehsenders TVP.

## Privates
Obajtek war verheiratet und hat aus dieser Ehe einen Sohn, der seit 2023 als Immobilienentwickler arbeitet und dem er einen Teil seines Eigentums überschrieb. Obajteks heutige Lebensgefährtin ist ebenfalls im Immobiliensektor tätig und arbeitete für staatliche Gesellschaften, darunter mit Orlen verbundene. Sein Vater war Handwerker, seine Mutter Schneiderin. Sein Bruder war Direktor in der Danziger Abteilung der staatlichen Forstbetriebe (Lasy Państwowe) und wurde im Januar 2024 abberufen. Gegen ihn wurde ein Verfahren wegen Handelns zum Nachteil des Arbeitgebers eingeleitet, weil er einen Vorvertrag über den Kauf einer  Drei-Zimmer-Wohnung in einer Liegenschaft der Staatsforste mit einem 95-prozentigen Preisnachlass für 51.000 Zloty (rund 11.300 Euro) abgeschlossen hatte.